# جريدة الجمهورية (لبنان)

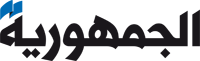
شعار جريدة الجمهورية

جريدة الجمهورية جريدة لبنانية يومية أسست عام 1924م. بعد توقف طويل، أغيد إلى الصدور عام 2011.

## انتقادات
- تعرضت الجريدة إلى انتقادات كثيرة بعد نشرها رسمًا كاريكاتيريًا في ذكرى الحرب الأهلية اللبنانية التي اندلعت في 13 أبريل 1975 يُظهِر ملثمًا بكوفيّة فلسطينية حمراء، وفي الشقّ الآخر من يظهر فيروس كورونا على هيئة وجه شرير وتحتهما تاريخي 13 أبريل 1975 و13 أبريل 2020.[1]